# Saint-Julien-du-Pinet
Pour les articles homonymes, voir Saint-Julien et Pinet (homonymie).
Saint-Julien-du-Pinet est une commune française située dans le département de la Haute-Loire en région Auvergne-Rhône-Alpes.

## Géographie

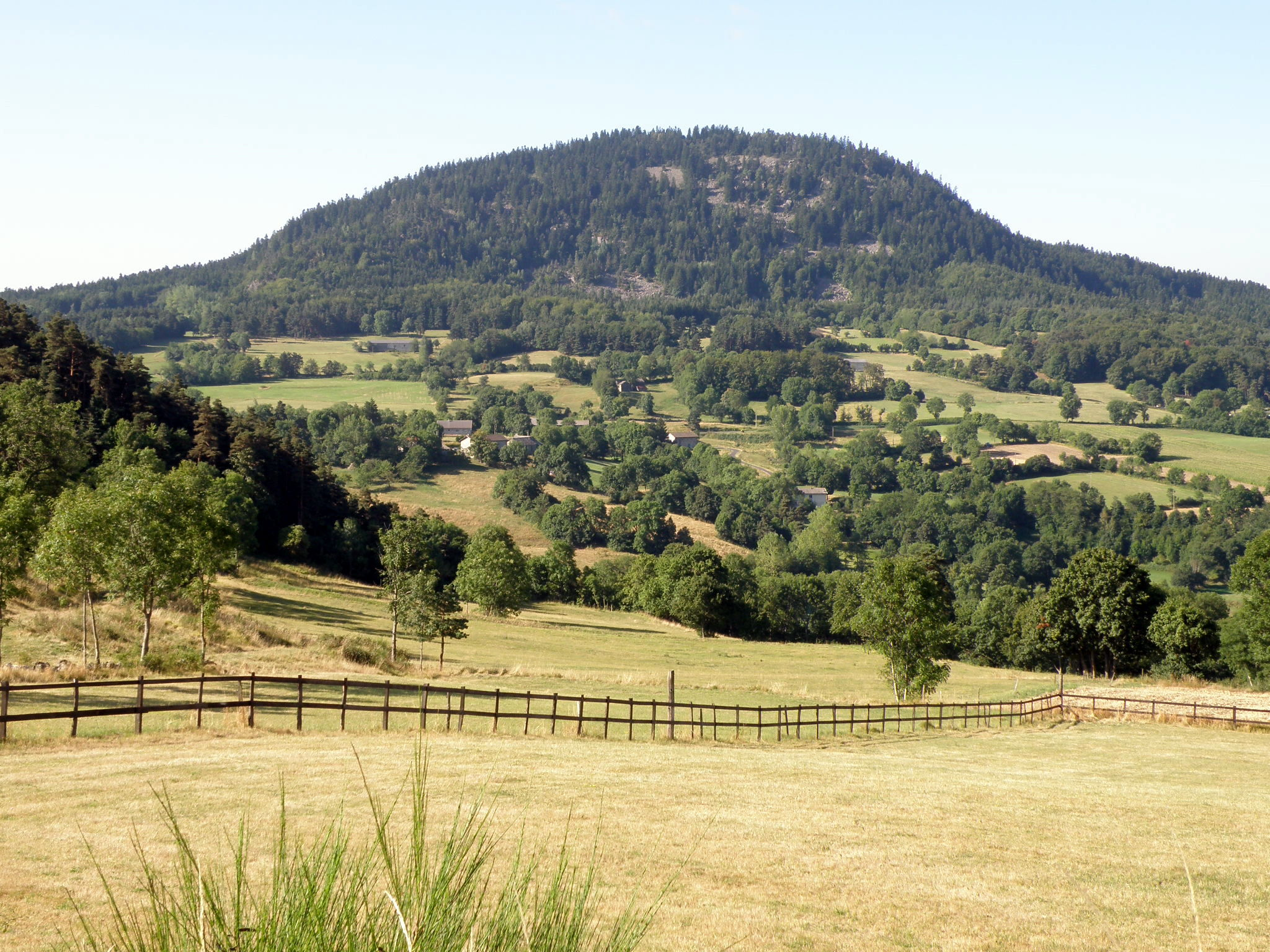
Suc de Jorance.

C’est une commune de moyenne montagne, qui culmine à 1 186 m au suc de Jorance, dans l’extrême sud de son territoire. Parmi les autres sommets situés dans la commune on peut citer le suc des Horts (914 m), le Pied de Glavenas (1 045 m, un peu au nord du piton rocheux que coiffe la chapelle de Glavenas), le suc de Charbonnière (981 m) et le suc d’Alibert (939 m). Se trouvent en partie sur le territoire de la commune le suc de Cornavy (943 m) et le suc d'Ayme (1 137 m), dont le flanc sud-ouest et ouest, respectivement, appartiennent à Saint-Julien-du-Pinet.

### Localisation
La commune de Saint-Julien-du-Pinet se trouve dans le département de la Haute-Loire, en région Auvergne-Rhône-Alpes.
Elle se situe à 27 km par la route du Puy-en-Velay, préfecture du département, et à 11 km d'Yssingeaux, sous-préfecture
Les communes les plus proches sont : 
Mézères (1,8 km), Rosières (4,5 km), Bessamorel (5,1 km), Beaux (5,7 km), Retournac (5,8 km), Le Pertuis (6,4 km), Yssingeaux (6,7 km), Chamalières-sur-Loire (6,9 km).
| Mézères  | Retournac             | Beaux      |
|          | Saint-Julien-du-Pinet | Yssingeaux |
| Rosières | Le Pertuis            | Bessamorel |

### Climat
Pour des articles plus généraux, voir Climat d'Auvergne-Rhône-Alpes et Climat de la Haute-Loire.
En 2010, le climat de la commune est de type climat des marges montargnardes, selon une étude du Centre national de la recherche scientifique s'appuyant sur une série de données couvrant la période 1971-2000. En 2020, Météo-France publie une typologie des climats de la France métropolitaine dans laquelle la commune est exposée à un climat de montagne ou de marges de montagne et est dans la région climatique Sud-est du Massif Central, caractérisée par une pluviométrie annuelle de 1 000 à 1 500 mm, minimale en été, maximale en automne.
Pour la période 1971-2000, la température annuelle moyenne est de 8,3 °C, avec une amplitude thermique annuelle de 16,4 °C. Le cumul annuel moyen de précipitations est de 879 mm, avec 8,9 jours de précipitations en janvier et 6,7 jours en juillet. Pour la période 1991-2020, la température moyenne annuelle observée sur la station météorologique de Météo-France la plus proche, « Le Pertuis_sapc », sur la commune du Pertuis à 6 km à vol d'oiseau, est de 8,7 °C et le cumul annuel moyen de précipitations est de 918,7 mm,. Pour l'avenir, les paramètres climatiques de la commune estimés pour 2050 selon différents scénarios d'émission de gaz à effet de serre sont consultables sur un site dédié publié par Météo-France en novembre 2022.

## Urbanisme

### Typologie
Au 1er janvier 2024, Saint-Julien-du-Pinet est catégorisée commune rurale à habitat très dispersé, selon la nouvelle grille communale de densité à sept niveaux définie par l'Insee en 2022.
Elle est située hors unité urbaine. Par ailleurs la commune fait partie de l'aire d'attraction d'Yssingeaux, dont elle est une commune de la couronne,. Cette aire, qui regroupe 9 communes, est catégorisée dans les aires de moins de 50 000 habitants,.

### Occupation des sols
L'occupation des sols de la commune, telle qu'elle ressort de la base de données européenne d’occupation biophysique des sols Corine Land Cover (CLC), est marquée par l'importance des territoires agricoles (64,9 % en 2018), une proportion identique à celle de 1990 (64,9 %). La répartition détaillée en 2018 est la suivante : 
prairies (49,9 %), forêts (35,1 %), zones agricoles hétérogènes (15 %). L'évolution de l’occupation des sols de la commune et de ses infrastructures peut être observée sur les différentes représentations cartographiques du territoire : la carte de Cassini (XVIIIe siècle), la carte d'état-major (1820-1866) et les cartes ou photos aériennes de l'IGN pour la période actuelle (1950 à aujourd'hui).

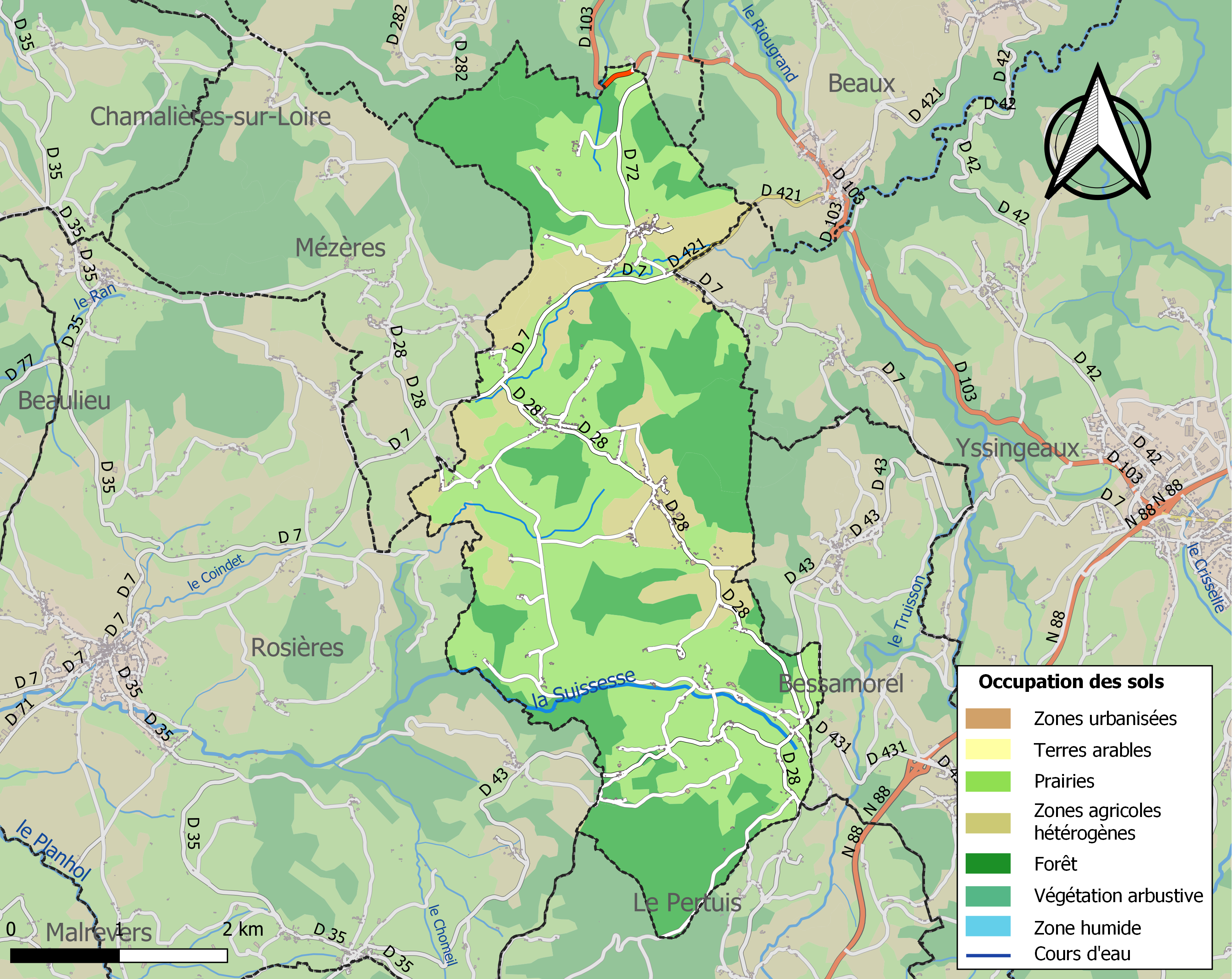
Carte des infrastructures et de l'occupation des sols de la commune en 2018 (CLC).

### Habitat et logement
En 2018, le nombre total de logements dans la commune était de 305, alors qu'il était de 297 en 2013 et de 283 en 2008.
Parmi ces logements, 66,2 % étaient des résidences principales, 22 % des résidences secondaires et 11,8 % des logements vacants. Ces logements étaient pour 96,4 % d'entre eux des maisons individuelles et pour 3,6 % des appartements.
Le tableau ci-dessous présente la typologie des logements à Saint-Julien-du-Pinet en 2018 en comparaison avec celle de la Haute-Loire et de la France entière. Une caractéristique marquante du parc de logements est ainsi une proportion de résidences secondaires et logements occasionnels (22 %) supérieure à celle du département (16,1 %) et à celle de la France entière (9,7 %). Concernant le statut d'occupation de ces logements, 82,2 % des habitants de la commune sont propriétaires de leur logement (78,9 % en 2013), contre 70 % pour la Haute-Loire et 57,5 pour la France entière.
| Typologie                                               | Saint-Julien-du-Pinet | Haute-Loire | France entière |
| ------------------------------------------------------- | --------------------- | ----------- | -------------- |
| Résidences principales (en %)                           | 66,2                  | 71,5        | 82,1           |
| Résidences secondaires et logements occasionnels (en %) | 22                    | 16,1        | 9,7            |
| Logements vacants (en %)                                | 11,8                  | 12,4        | 8,2            |

## Toponymie
Anciennes mentions : Prior S. Juliani de Pineto (1303), Parochia S. Juliani al Pinel (1451), Prior S. Julhani de Pineto (1516), Mont-Alibert (1793).
Le toponyme Saint-Julien-du-Pinet tire son origine de Julien de Brioude et de Pinet, et selon le toponymiste Ernest Nègre, il provient du francoprovençal pinet ou piné, signifiant « forêt de pins ».

## Histoire
Vers le XIIe siècle est bâti un château-fort sur un piton rocheux, à 979 mètres d'altitude. La seigneurie de Glavenas, dont ce bâtiment constituait le centre, fut confisquée par Philippe Auguste et mise sous tutelle de l'évêché du Puy, puis divisée en deux mandats. Le château fut alors laissé à l'abandon. Il en reste la chapelle, qui fut agrandie au XVe siècle, puis en 1772. La localité de Glavenas, qui comptait plus de 300 habitants, fut rattachée à Saint-Julien après la Révolution.
Une maison-forte est bâtie au lieu-dit Mortessagne, du XIIe au XIVe siècle.
Un fort donjon fut bâti au XIVe siècle près du hameau de Veyrines, puis acheté en 1653 par la famille Jourda de Vaux. C'est aujourd'hui le Château de Vaux.
La commune s'appelait  Mont-Alibert en 1789, puis au cours de la période révolutionnaire de la Convention nationale Saint-Julien-du-Pinet.

## Politique et administration

### Découpage territorial
La commune de Saint-Julien-du-Pinet est membre de la communauté de communes des Sucs, un établissement public de coopération intercommunale (EPCI) à fiscalité propre créé le 28 juin 1999 dont le siège est à Yssingeaux. Ce dernier est par ailleurs membre d'autres groupements intercommunaux.
Sur le plan administratif, elle est rattachée à l'arrondissement d'Yssingeaux, au département de la Haute-Loire, en tant que circonscription administrative de l'État, et à la région Auvergne-Rhône-Alpes.
Sur le plan électoral, elle dépend du canton d'Yssingeaux pour l'élection des conseillers départementaux, depuis le redécoupage cantonal de 2014 entré en vigueur en 2015, et de la première circonscription de la Haute-Loire   pour les élections législatives, depuis le redécoupage électoral de 1986.

### Liste des maires
| Période                                  | Période  | Identité             | Étiquette | Qualité |
| ---------------------------------------- | -------- | -------------------- | --------- | ------- |
| Les données manquantes sont à compléter. |          |                      |           |         |
| 1793                                     | 1822     | Jean-Claude Metail   |           |         |
| 1822                                     | 1865     | Jean-Pierre Brun     |           |         |
| 1865                                     | 1907     | Antoine Brun         |           |         |
| 1907                                     | 1947     | Jean-Claude Sabatier |           |         |
| 1947                                     | 1962     | Joseph Charbonnier   |           |         |
| 1962                                     | 1965     | Jean Fouvet          |           |         |
| 1965                                     | 1977     | Noël Charbonnier     |           |         |
| 1977                                     | 1989     | Antoine Joumard      |           |         |
| 1989                                     | 2020     | Etienne Charbonnier  |           |         |
| 2021                                     | en cours | Christian Gibert     |           |         |

Font partie de la commune, outre le bourg-centre éponyme, les villages et hameaux suivants : Mortessagne, Veyrines (la localité la plus importante en nombre de maisons), Glavenas, la Gare, la Blache, les Sagnolles et Jorance.
Depuis 1999, Saint-Julien-du-Pinet fait partie de la communauté de communes des Sucs avec huit communes limitrophes.

## Population et société

### Démographie

#### Évolution démographique

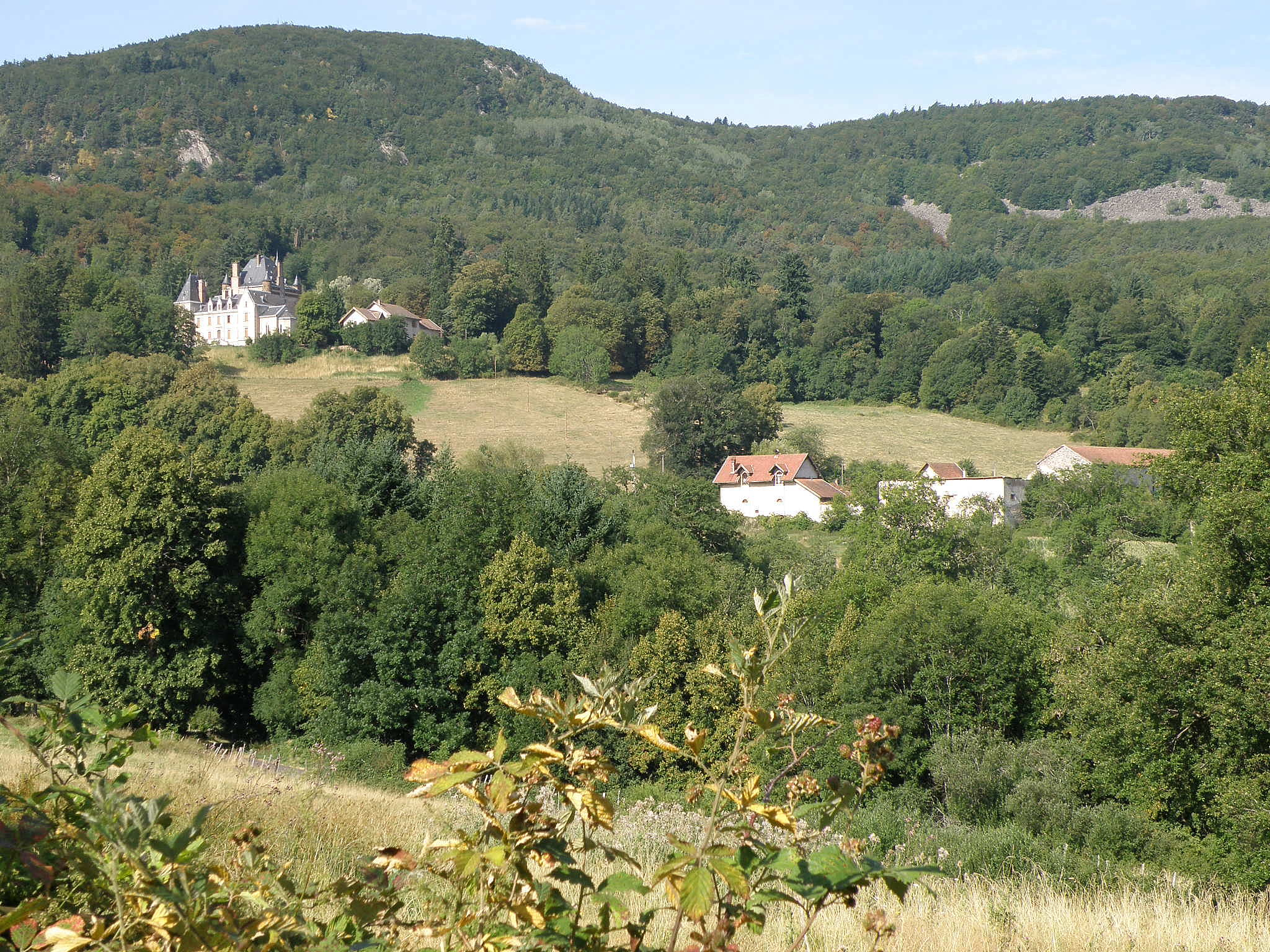
Château et hameau de Vaux.

L'évolution du nombre d'habitants est connue à travers les recensements de la population effectués dans la commune depuis 1793. Pour les communes de moins de 10 000 habitants, une enquête de recensement portant sur toute la population est réalisée tous les cinq ans, les populations de référence des années intermédiaires étant quant à elles estimées par interpolation ou extrapolation. Pour la commune, le premier recensement exhaustif entrant dans le cadre du nouveau dispositif a été réalisé en 2008.

En 2022, la commune comptait 487 habitants, en évolution de +4,96 % par rapport à 2016 (Haute-Loire : +0,36 %, France hors Mayotte : +2,11 %).
| 1793 | 1800 | 1806 | 1821 | 1831 | 1836 | 1841 | 1846 | 1851 |
| ---- | ---- | ---- | ---- | ---- | ---- | ---- | ---- | ---- |
| 328  | 256  | 232  | 283  | 660  | 678  | 717  | 702  | 693  |

| 1856  | 1861  | 1866  | 1872  | 1876  | 1881  | 1886  | 1891  | 1896  |
| ----- | ----- | ----- | ----- | ----- | ----- | ----- | ----- | ----- |
| 1 070 | 1 026 | 1 014 | 1 003 | 1 060 | 1 021 | 1 101 | 1 032 | 1 015 |

| 1901  | 1906 | 1911 | 1921 | 1926 | 1931 | 1936 | 1946 | 1954 |
| ----- | ---- | ---- | ---- | ---- | ---- | ---- | ---- | ---- |
| 1 014 | 980  | 999  | 845  | 750  | 674  | 658  | 600  | 498  |

| 1962 | 1968 | 1975 | 1982 | 1990 | 1999 | 2006 | 2008 | 2013 |
| ---- | ---- | ---- | ---- | ---- | ---- | ---- | ---- | ---- |
| 474  | 437  | 336  | 301  | 301  | 345  | 422  | 444  | 453  |

| 2018 | 2022 | - | - | - | - | - | - | - |
| ---- | ---- | - | - | - | - | - | - | - |
| 478  | 487  | - | - | - | - | - | - | - |

#### Pyramide des âges
La population de la commune est relativement jeune.
En 2018, le taux de personnes d'un âge inférieur à 30 ans s'élève à 31,8 %, soit au-dessus de la moyenne départementale (31 %). À l'inverse, le taux de personnes d'âge supérieur à 60 ans est de 28,3 % la même année, alors qu'il est de 31,1 % au niveau départemental.
En 2018, la commune comptait 237 hommes pour 241 femmes, soit un taux de 50,42 % de femmes, légèrement inférieur au taux départemental (50,87 %).
Les pyramides des âges de la commune et du département s'établissent comme suit.
| Hommes | Classe d’âge | Femmes |
| ------ | ------------ | ------ |
| 0,0    | 90 ou +      | 0,4    |
| 7,6    | 75-89 ans    | 9,1    |
| 19,0   | 60-74 ans    | 20,3   |
| 23,2   | 45-59 ans    | 18,3   |
| 16,9   | 30-44 ans    | 21,6   |
| 14,3   | 15-29 ans    | 10,8   |
| 19,0   | 0-14 ans     | 19,5   |

| Hommes | Classe d’âge | Femmes |
| ------ | ------------ | ------ |
| 0,9    | 90 ou +      | 2,5    |
| 8,4    | 75-89 ans    | 11,7   |
| 20,4   | 60-74 ans    | 20,5   |
| 21,3   | 45-59 ans    | 20,3   |
| 16,8   | 30-44 ans    | 16,3   |
| 15,2   | 15-29 ans    | 13,2   |
| 17     | 0-14 ans     | 15,6   |

## Économie

### Revenus
En 2018, la commune compte 199 ménages fiscaux, regroupant 464 personnes. La médiane du revenu disponible par unité de consommation est de 20 760 € (20 800 € dans le département).

### Emploi
| Division       | 2008  | 2013  | 2018  |
| -------------- | ----- | ----- | ----- |
| Commune        | 4,3 % | 5,8 % | 7,6 % |
| Département    | 6,3 % | 7,7 % | 7,7 % |
| France entière | 8,3 % | 10 %  | 10 %  |

En 2018, la population âgée de 15 à 64 ans s'élève à 289 personnes, parmi lesquelles on compte 77,5 % d'actifs (69,9 % ayant un emploi et 7,6 % de chômeurs) et 22,5 % d'inactifs,. Depuis 2008, le taux de chômage communal (au sens du recensement) des 15-64 ans est inférieur à celui de la France et du département.
La commune fait partie de la couronne de l'aire d'attraction d'Yssingeaux, du fait qu'au moins 15 % des actifs travaillent dans le pôle,. Elle compte 73 emplois en 2018, contre 79 en 2013 et 64 en 2008. Le nombre d'actifs ayant un emploi résidant dans la commune est de 205, soit un indicateur de concentration d'emploi de 35,7 % et un taux d'activité parmi les 15 ans ou plus de 58,8 %.
Sur ces 205 actifs de 15 ans ou plus ayant un emploi, 32 travaillent dans la commune, soit 16 % des habitants. Pour se rendre au travail, 92,7 % des habitants utilisent un véhicule personnel ou de fonction à quatre roues, 1,5 % les transports en commun, 2,5 % s'y rendent en deux-roues, à vélo ou à pied et 3,4 % n'ont pas besoin de transport (travail au domicile).

## Culture locale et patrimoine

### Lieux et monuments
- Église romane du XVIIe siècle, dans le bourg-centre.
- La chapelle castrale de Glavenas (dans le sud de la commune) est le seul édifice à subsister d’un château fort construit vers le XIIe siècle sur un piton rocheux, à 979 m d'altitude. La seigneurie de Glavenas, dont ce château constituait le centre, connut rapidement le déclin dans la première moitié du XIIIe siècle, à la suite d'une saisie par Philippe-Auguste, à la mise sous tutelle de l’évêché du Puy, et enfin, à la scission de la seigneurie en deux mandements distincts ; le château fut alors laissé à l'abandon.
 La chapelle reçut des absidioles au milieu du XVe siècle et s’augmenta d’une travée en 1772. Les vitraux sont modernes.
 La localité de Glavenas, longtemps commune autonome, compta plus de 300 habitants avant son incorporation dans la commune de Saint-Julien-du Pinet.
- le château de Vaux, non loin du hameau de Veyrines, dans le nord de la commune, comporte un donjon de la fin du XIVe siècle, avec mâchicoulis, bretèche défensive et tourelles d’angle, mais fut pour le reste reconstruit à la fin du XIXe siècle. Protégé au titre des monuments historiques, il est cependant la propriété privée de la famille Jourda de Vaux (cf. le maréchal Noël), qui l’acquit en 1653, et ne peut être visité.
- La maison forte de Mortessagne, datée des XIIe et XVe siècles, comprend une tourelle d’escalier circulaire et une bretèche défensive surplombant l’entrée.
- Four à pain de Veyrines.
- Moulin du Pinard avec une représentation d'une galoche (train).

### Personnalités liées à la commune
- Noël Jourda de Vaux (1705 - 1788), maréchal de France, y est né.